# Женидба Душанова
Женидба Душанова је српска народна епска песма из преткосовског циклуса. Забележио ју је Вук Караџић од Тешана Подруговића. Песма обрађује интернационалну тему јуначке женидбе са препрекама. Присуство фантастичних мотива у овој песми послужиће представницима митолошке школе као потврда о митолошком пореклу епа, а велику пажњу привлачи и њена чврста повезаност са елементима свадбеног обреда. Као незаобилазан део биографије епског јунака, женидба заузима значајно место у српском епском фолклорном фонду. Убрајамо је у најстарије епске теме на овом подручју.

## Радња
Јуначка женидба са препрекама смештена је у амбијент средњег века. Узимајући за основу обичајни кодекс свадбеног обреда, народни певач је пред младожењу и свадбену поворку поставио низ препрека, за чије савлађивање је потребно јунаштво, вештина, или мудрост. Свадбену поворку најчешће чини каталог најеминентнијих епских јунака, а најзначајнију улогу добија младожења или његов заточник, који решава постављене задатке. Песме о јуначкој женидби са препрекама имају утврђену шему:
1. просидба и прстеновање
2. услови које поставља тазбина са прикривеном подвалом
3. откривање подвале и прекршај постављених услова
4. сватовски поход уз савлађивање препрека или решавање постављених задатака
5. срећан исход.

Већ у уводној формули, певач наговештава удаљеност тазбине, постављајући на тај начин основ за каснију актуелизацију опозиције своје-туђе. Опозиција близу-далеко уводи се на јаком месту, на самом оквиру текста, чиме певач поставља оквир радње и одређује гледиште које ће заступати.
До првог сукоба између два рода долази већ код уговарања свадбе. Невестин род поставља услове, у чијој позадини је прикривена подвала. Тиме се активира десна страна опозиције своје-туђе, што значи да младожењин род мора реаговати како би се успоставила равнотежа. Сватови реагују кршећи постављена ограничења, чиме се активира лева страна опозиције и формира се први конфликтни однос. Опозиција своје-туђе налази се и у самој основи свадбеног ритуала – невестин род је „свој на својем“, док су сватови, одвојени од своје територије, „туђи на туђем“. У песми се ова опозиција проширује, градећи нове односе: отворен простор на коме се налазе сватови (поље испред града) супротставља се затвореном простору невестиног дома, а слика сватовске поворке која се налази испред високих и непробојних градских зидина реализује опозиције град-поље, културно-природно, цивилизовано-дивље, високо-ниско, горе-доле. Овим опозицијама успоставља се неравноправан однос између две супротстављене стране, а невестин род је у позицији у којој може да поставља услове.
Напуштањем своје територије, младожењин род долази у подређен положај и обавезан је да испуни одређене услове како би био прихваћен на туђем терену. На граници невестиног рода почиње период искушења за младожењу и процес његове иницијације. Простор њеног дома је одбојан и туђ, и младожења или његов представник морају употребити знање и вештину како би заслужили пролазак до девојке. Младожења родитељску кућу напушта привремено, док се невеста заувек опрашта са својом територијом и интегрише се у нову заједницу.
Осим препрека које се постављају на граници невестиног рода, у свадбеном обреду су постојале и препреке које су се постављале пред сватове при повратку младожењином дому. Иако је овај елемент обреда временом готово ишчезао из праксе, епска песма га ставља у први план, а неретко се на овом мотиву формира и читава песма. То је доказ о старини епике, али и о томе колико се епска песма одваја од оригинала.

## Историјски елементи
У уводној формули песме Женидба Душанова народни певач локализује радњу и уводи историјску личност захваљујући којој стварамо слику историјског амбијента:
„Кад се жени српски цар Стјепане“
Епоха цара Душана представља почетак историје која се задржала у сећању епске песме. Иако се Женидба Душанова сматра типичном мотивском песмом, приметна је њена заснованост на историјским чињеницама. И цар Стјепан и његов заточник Милош Војиновић су историјске личности. Великашка породица Војиновића владала је западним областима Душановог царства, а сам Милош се помиње као потписник уговора о уступању Стона и Пељешца 1333. године. Међутим, како је песма о женидби цара Стјепана настала много после Душановог времена, поставља се питање како то да једна готово непозната историјска личност, као што је Милош Војиновић, постаје главни актер ове песме. То би се могло објаснити претпоставком да се о Милошу певало и пре тога, а да му је функција царевог заточника приписана много касније. Милошев епски деби најлогичније би било повезати са догађајима око уступања Стона и Пељешца, у којима је он учествовао као заступник цара Душана. Те најраније песме су се вероватно у већој мери ослањале на историју, док у песмама које су нам данас познате препознајемо само фрагменте историјских збивања.
На граници између историје и бајке, Женидба Душанова меша фантастичне елементе са фрагментима средњовековне историје. Период владавине цара Душана обележиле су везе са Византијом на истоку, али и са латинским светом на западу. Породица Војиновића била је у сталном контакту са западом, а неретко је долазило и до превирања у западним областима српског царства. Интересантно је да историја нигде не наводи Милошево име као име једног од браће Војиновића, већ се најчешће говори о Тому, Војиславу и Алтоману. Епика је, дакле, променила име овог јунака, доделивши му притом титулу трећег брата, док су друга два брата добили типска имена – Вукашин и Петрашин. Подвизи које у песми Женидба Душанова чини трећи брат, послужиће, између осталог, као елемент који ову песму повезује са бајком. Обе познате песме о Милошу – Женидба Душанова и Оклада (Милош Војиновић и бан од Котора) -потенцирају однос Србије са западом, а Милош постаје јунак који се сукобљава искључиво са Латинима.
Милошев однос са Латинима садржи доста историјског. У основи тог односа су привидно пријатељство и споразуми, али и прикривено неповерење и жеља за надметањем. И историја и песма памте Милоша као заступника цара Душана, било да је у питању заступање политичких интереса, или функција заточника при свадбеном обреду. Међутим, недоследност се јавља када упоредимо историјски и епски исход Милошевих интервенција. Српска страна је, након потписивања споразума са Дубровником, остала у извесном смислу оштећена, док се успех епског Милоша не доводи у питање. Ту се препознаје компензациона улога народне поезије, која тежи да надокнади оно што је историја ускратила.

## Елементи ритуала
Препреке које краљ Мијаило поставља пред младожењу не разликују се од стандардних препрека карактеристичних за свадбени обред. Невестин род ставља младожењу на искушење и он мора показати снагу, али и лукавство, како би му ослободили пут до девојке. Гласник најпре позива цара на мегдан се "бијелим Латинчетом“. Том приликом уочавамо још једну опозицију која следи из опозиције своје-туђе, а то је високо-ниско. За време боравка сватовске поворке на пољу пред градом, Латини ће се цару обраћати са тврђаве, наглашавајући на тај начин своју супериорност. Интересантно је да наша епика Латине представља као варалице и јунак који се супротставља латинском јунаку мора показати извесну дозу лукавства и вештине. Након што Милош однесе победу на мегдану, пред њега се постављају нови задаци: прескакање три коња на којима су три пламена мача и стрељање јабуке кроз прстен. Ове елементе препознајемо и у свадбеном обреду, а за њихово савлађивање потребна је искључиво храброст и јунаштво. Међутим, четврти задатак који се поставља пред Милоша, захтева другачију улогу. За суочавање са девојком, он мора преузети улогу медијатора, а самим тим се и однос владар-витез, који је до тог тренутка повезивао Душана и Милоша претвара у однос младожења-девер. Милош је први који ступа у контакт са невестом, и то на територији њеног рода, што је, као што је већ познато, улога девера. Име Душанове невесте је типско име за лепотицу у епској поезији, али подударност је могуће тражити и са легендом о Александру Македонском. Ова легенда је живела у нашем народу у средњем веку, и то баш за време Душанове владавине, те стога није невероватно да је идеализација српског владара и његовог царства ишла и у том правцу, односно да је Душанова невеста добила име по жени Александра Македонског.
Женидба Душанова поседује једну карактеристику која је неуобичајена за песме овог типа, а то је појава фантастичних мотива. Чак и ако занемаримо Милошеве подвиге у тазбини, који свакако садрже ноту фантастичног, не можемо а да не застанемо код појаве троглавог Балачка, који пресреће сватовску поворку и покушава да отме невесту. Није нимало необично што се таква слика јавља управо у гори, на месту које је у народним веровањима постало синоним за опасно и демонско. Гора је станиште вила и других фантастичних бића, тамо се јунак ставља на бројна искушења, дешавају се братоубиства и други злочини, тамо вреба највећа опасност од нечистих сила. Појаву троглавог војводе, међутим, можемо повезати и са елементима свадбеног ритуала. Сватовска поворка током свадбеног обреда наилази на маскиране људе који им затварају пут до невесте. Маске, као остатак прастарог култа, представљају магијски обредни реквизит који даје одређене моћи. Маскирана особа стиче обличје и снагу бића у које се маскира и верује се да тада може и да се супротстави том бићу. На маску наилазимо и у појави Милоша Војиновића, који облачи раскошно рухо и бугар-кабаницу, а од врсте задатка који испуњава зависи да ли ће се представити као млађано Бугарче или као племић.

## Лик Милоша Војиновића
Лик Милоша Војиновића је по много чему интересантан. Прва паралела, када је овај лик у питању, може се направити са бајком – Милош је трећи, најмлађи брат, а самим тим и највећи јунак. Другу паралелу можемо тражити у оквиру опозиције племић-чобанин. Милош припада великашкој породици, он је царев сестрић, па ипак га налазимо у планини међу овцама. Објашњење за овакву поставку можемо, пре свега, потражити у лику чобанина у нашој традицији. Чобанима се приписују бројне магијске и ритуалне функције, што је посебно уочљиво за време Божића, када чобанин заогрнут животињском кожом изводи ритуалне радње за плодност стоке. Његово станиште је планина, која у традицији постаје еквивалент „оном свету“, а неретко му се приписује и веза са вилама и хтонским силама. За сам свадбени обред значајан је као посредник између два света. Према томе, Милош као чобанин добија одређене моћи, односно, даје му се могућност да савлада препреке у тазбини и да се сукобљава са фантастичним бићима. Други део опозиције, лик племића, уводи се због природе Милошевог задатка. Он је као медијатор способан да се снађе на оба терена – и у гори, и у граду – а самим тим и да неутрализује опозиције затворено-отворено, град-поље. Двострука природа Милоша Војиновића најуочљивија је у сцени његовог опремања, пре него што ће се прикључити царевим сватовима.